# Liste der Naturdenkmale im Landkreis Oder-Spree
Die Liste der Naturdenkmale im Landkreis Oder-Spree nennt die durch Verordnung des Kreistages des brandenburgischen Landkreises Oder-Spree zu Naturdenkmälern bestimmten Objekte.
In den Spalten befinden sich folgende Informationen:
- Nr.: Identifizierungsnummer nach veröffentlichter Liste. Sie wird von der unteren Naturschutzbehörde des Landkreises oder der kreisfreien Stadt vergeben. Wenn sie bekannt ist, wird sie angegeben. In dieser Spalte kann sich zusätzlich das Wort Wikidata befinden, der entsprechende Link führt zu Angaben zu diesem Naturdenkmal bei Wikidata.
- Bezeichnung: Benennung des Naturdenkmals, in der Regel wird bei Bäume die Baumart genannt. Bekannte Eigennamen werden mit angegeben.
- Gemarkung: Ort oder Gemarkung, in der sich das Naturdenkmal befindet
- Lage: Nennt die Lage des Naturdenkmals im jeweiligen Ortsteil und die geografischen Koordinaten des Naturdenkmals. Link zu einem Kartenansichtstool, um Koordinaten zu setzen. In der Kartenansicht sind Naturdenkmale ohne Koordinaten mit einem roten beziehungsweise orangen Marker dargestellt und können in der Karte gesetzt werden. Denkmale ohne Bild sind mit einem blauen bzw. roten Marker gekennzeichnet, Denkmale mit Bild mit einem grünen beziehungsweise orangen Marker.
- Beschreibung: die Beschreibung des Naturdenkmales
- Schutzzweck: Erläutert den Grund der Unterschutzstellung
- Bild: Zeigt ein Bild des Naturdenkmales und gegebenenfalls ein Link zu weiteren Fotos im Medienarchiv Wikimedia Commons

## Naturdenkmäler

### Beeskow
| Bild                           | Bezeichnung                      | Lage | Beschreibung | Schutzzweck | Nummer |
| ------------------------------ | -------------------------------- | --- | --- | ----------- | ------ |
| BW                             | Eiche am Fischerkietz            | Beeskow, Flur 20, Flurstück 396/2, 373/2 (52° 10′ 9″ N, 14° 15′ 0,6″ O)                                      | 1 Stieleiche (Quercus robur)                                                                                           |             | 1      |
| BW                             | Blutbuche im Irrgarten           | Beeskow, Flur 9, Flurstück 165 (52° 10′ 6,7″ N, 14° 14′ 41″ O)                                               | 1 Blutbuche (Fagus sylvatica f. purpurea)                                                                              |             | 2      |
| Weitere Bilder Fotos hochladen | Alte Eichen                      | Krügersdorf, nordwestlich der Ortslage entlang der B 246 (52° 9′ 23,8″ N, 14° 18′ 56,5″ O)                   | zusammen 7 Eichen - Dicke Eiche - 4 Eichen in der Baumreihe, nördlich B 246 - südliche Eiche - Trauer-Eiche (Ortslage) |             | 3      |
| Weitere Bilder Fotos hochladen | Dicke Eiche (Krügersdorf)        | Krügersdorf, ca. 25 m nördlich Rastplatz an der B 246 (52° 9′ 24,6″ N, 14° 18′ 43,8″ O)                      | Stieleiche (Quercus robur)                                                                                             |             | (zu 3) |
| Weitere Bilder Fotos hochladen | Bouquet-Eiche (Krügersdorf)      | Krügersdorf, östlichster Baum der Baumreihe nördlich B 246 (52° 9′ 23,9″ N, 14° 18′ 56,6″ O)                 | Stieleiche (Quercus robur)                                                                                             |             | (zu 3) |
| Weitere Bilder Fotos hochladen | Mittlere Eiche (Krügersdorf)     | Krügersdorf, Baumreihe nördlich B 246, ca. 10 m westlich der Bouquet-Eiche (52° 9′ 23,9″ N, 14° 18′ 55,9″ O) | Stieleiche (Quercus robur)                                                                                             |             | (zu 3) |
| Weitere Bilder Fotos hochladen | 2 westliche Eichen (Krügersdorf) | Krügersdorf, Baumreihe nördlich B 246, ca. 25 m westlich der Mittleren Eiche (52° 9′ 24″ N, 14° 18′ 55″ O)   | Stieleichen (Quercus robur)                                                                                            |             | (zu 3) |
| Fotos hochladen                | südliche Eiche (Krügersdorf)     | Krügersdorf, südlich B 246, gegenüber Rastplatz (52° 9′ 23,2″ N, 14° 18′ 43,8″ O)                            | Stieleiche (Quercus robur)                                                                                             |             | (zu 3) |
| BW                             | Wurzelulme                       | Krügersdorf, Hinterm Park 4a, Flur 3, Flurstück 31/3 (52° 9′ 13,7″ N, 14° 18′ 53″ O)                         | |             | 4      |
| Weitere Bilder Fotos hochladen | Eiche am Grabholz                | Oegeln, Flur 1, Flurstück 579 (52° 10′ 52″ N, 14° 17′ 20,2″ O)                                               | 1 Stieleiche (Quercus robur) am Ortsrand von Oegeln                                                                    |             | 5      |

### Amt Brieskow-Finkenheerd
| Bild | Bezeichnung                     | Lage                                                                                    | Beschreibung                  | Schutzzweck | Nummer |
| ---- | ------------------------------- | --------------------------------------------------------------------------------------- | ----------------------------- | ----------- | ------ |
| BW   | Linde vor der ehemaligen Schule | Groß Lindow, Wiesenauer Straße, Flur 4, Flurstück 4/2 (52° 14′ 7,4″ N, 14° 31′ 55,6″ O) | 1 Winterlinde (Tilia cordata) |             | 6      |

### Eisenhüttenstadt
| Bild | Bezeichnung               | Lage                                                                      | Beschreibung                 | Schutzzweck | Nummer |
| ---- | ------------------------- | ------------------------------------------------------------------------- | ---------------------------- | ----------- | ------ |
| BW   | Kieselgurgrube Schönfließ | Eisenhüttenstadt, Flur 3, Flurstück 304 (52° 8′ 42,4″ N, 14° 36′ 22,5″ O) | Geologischer Aufschluss      |             | 7      |
| BW   | Eiche am Kanal            | Eisenhüttenstadt, Flur 1, Flurstück 643 (52° 7′ 59,6″ N, 14° 39′ 4,9″ O)  | 1 Stieleiche (Quercus robur) |             | 8      |

### Erkner
| Bild            | Bezeichnung               | Lage                                                                           | Beschreibung                   | Schutzzweck | Nummer |
| --------------- | ------------------------- | ------------------------------------------------------------------------------ | ------------------------------ | ----------- | ------ |
| Fotos hochladen | Maulbeerbaum              | Erkner, Flur 1, Flurstück 981 (52° 25′ 24,6″ N, 13° 45′ 10,1″ O)               | 1 Weiße Maulbeere (Morus alba) |             | 9      |
| BW              | Eiche auf dem Bürgersteig | Erkner, Flur 4, Flurstück 807, 808, 822, 797 (52° 24′ 53,3″ N, 13° 45′ 3,6″ O) | 1 Stieleiche (Quercus robur)   |             | 10     |

### Friedland (Niederlausitz)
| Bild                           | Bezeichnung                         | Lage | Beschreibung                   | Schutzzweck | Nummer |
| ------------------------------ | ----------------------------------- | --- | ------------------------------ | ----------- | ------ |
| BW                             | Linden auf dem Dorfanger            | Chossewitz, Chossewitz; Flur 3, Flurstück 131 (52° 5′ 27,3″ N, 14° 25′ 58,4″ O)                                                                                          | 2 Winterlinden (Tilia cordata) |             | 11     |
| BW                             | Quelle am Chossewitzer See          | Chossewitz, Chossewitz; Flur 1, Flurstück 160, 170, 190 (52° 5′ 30,8″ N, 14° 25′ 20,4″ O)                                                                                | Helokren                       |             | 12     |
| BW                             | Quelle am Klingeteich               | Chossewitz, Chossewitz; am Nordostufer des Klingeteich, Flur 2, Flurstück 49, 50/3, 50/1, 50/2, Flur 3, Flurstück 72/2, 72/1 50/1, 50/2 (52° 5′ 57,7″ N, 14° 26′ 0,9″ O) | Rheo-/Helokren                 |             | 13     |
| BW                             | Quelltal bei Klingemühle            | Chossewitz, Chossewitz; östlich der Klingemühle und des Stockteichs; Flur 2, Flurstück 30/3, 36, 37, 39, 54 (52° 6′ 12,1″ N, 14° 26′ 15,9″ O)                            | Quelltal                       |             | 14     |
| Weitere Bilder Fotos hochladen | Eiche an der ehemaligen Wassermühle | Oelsen, Groß Briesen; Flur 1, Flurstück 51, Flur 2, Flurstück 66 (52° 8′ 34,2″ N, 14° 22′ 44,6″ O)                                                                       | 1 Stieleiche (Quercus robur)   |             | 15     |

### Fürstenwalde/Spree
| Bild                           | Bezeichnung     | Lage | Beschreibung                 | Schutzzweck | Nummer |
| ------------------------------ | --------------- | --- | ---------------------------- | ----------- | ------ |
| BW                             | Verlobungseiche | Fürstenwalde/Spree, Fürstenwalde; Flur 31, Flurstück 128, 36, 37 (52° 21′ 53,5″ N, 14° 2′ 19,4″ O)                                                                                | 1 Stieleiche (Quercus robur) |             | 16     |
| Weitere Bilder Fotos hochladen | Dicke Eiche     | Fürstenwalde/Spree, Fürstenwalde; Flur 45, Flurstück 292 (Flurstück zwischen Fürstenwalder Spree und Berkenbrücker Chaussee, östlich der B 168) (52° 20′ 53,4″ N, 14° 6′ 46,9″ O) | 1 Stieleiche (Quercus robur) |             | 17     |

### Grünheide/Mark
| Bild            | Bezeichnung                | Lage | Beschreibung | Schutzzweck | Nummer |
| --------------- | -------------------------- | --- | --- | ----------- | ------ |
| BW              | Quellgalerie Möllensee     | Grünheide, Grünheide; am Westufer des Möllensee - Quellgalerie Möllensee 1–4; Flur 4, Flurstück 34, 58 - Quellgalerie Möllensee 5; Flur 4, Flurstück 58 - Quellgalerie Möllensee 6; Flur 4, Flurstück 58 - Quellgalerie Möllensee 7; Flur 4, Flurstück 58, 78, 79 (52° 26′ 43,9″ N, 13° 51′ 14,2″ O) | 4 Quellgalerien: Quellgalerie Möllensee 1–4, Quellgalerie Möllensee 5, Quellgalerie Möllensee 6, Quellgalerie Möllensee 7 |             | 18     |
| Fotos hochladen | Stelzenkiefer Werlsee      | Grünheide, Grünheide; Flur 1, Flurstück 511 (52° 25′ 26,9″ N, 13° 48′ 29,3″ O) | 1 Waldkiefer (Pinus sylvestris)                                                                                           |             | 19     |
| Fotos hochladen | Mehrhundertjähriger Rüster | Kienbaum, Kienbaum, am Kindergarten; Flur 2, Flurstück 83/1 (52° 27′ 15,2″ N, 13° 57′ 23,2″ O) | 1 Flatterulme (Ulmus laevis) Rufname: Eulenbaum                                                                           |             | 20     |

### Amt Neuzelle
| Bild                           | Bezeichnung                                                   | Lage | Beschreibung | Schutzzweck | Nummer |
| ------------------------------ | ------------------------------------------------------------- | --- | --- | ----------- | ------ |
| BW                             | Eiche am Denkmal in Bahro                                     | Bahro, Bahro; Flur 1, Flurstück 223 (52° 3′ 18,7″ N, 14° 33′ 36,3″ O)                                                               | 1 Stieleiche (Quercus robur) |             | 21     |
| BW                             | Stieleiche im Dorfe                                           | Bomsdorf, Bomsdorf; Flur 2, Flurstück 506, 511 (52° 2′ 14,5″ N, 14° 37′ 52,9″ O)                                                    | 1 Stieleiche (Quercus robur) |             | 22     |
| BW                             | Eichen im Park Bomsdorf                                       | Bomsdorf, Bomsdorf; Flur 2, Flurstück 212, 236, 224, 547 (52° 2′ 3,4″ N, 14° 37′ 49,9″ O)                                           | 6 Stieleichen (Quercus robur) |             | 23     |
| Fotos hochladen                | Alter Rüster im Dorfe vor dem Engel'schen Kruggute            | Breslack, Breslack; Flur 1, Flurstück 648 (52° 2′ 3,8″ N, 14° 43′ 26,4″ O)                                                          | 1 Flatterulme (Ulmus laevis) |             | 24     |
| BW                             | Rüster am Nordostende der Dorfaue vor dem Reschkeschen Gehöft | Coschen, Coschen; Flur 1, Flurstück 543 (52° 1′ 12,3″ N, 14° 43′ 26,6″ O)                                                           | 1 Ulmus laevis |             | 25     |
| Weitere Bilder Fotos hochladen | Kobbelner Stein                                               | Kobbeln, Kobbeln; Flur 2, Flurstück 229 (52° 5′ 56,5″ N, 14° 33′ 31,9″ O)                                                           | 1 Findling |             | 26     |
| Fotos hochladen                | Teufelsstein                                                  | Treppeln, Treppeln; 2 Kilometer nördlich des Ortes, südlich des Klautzkesees, Flur 5, Flurstück 172 (52° 5′ 45″ N, 14° 31′ 28,4″ O) | 1 Findling; 4 m lang, 2,8 m breit, 1,8 m hoch                                                                                        |             | 27     |
| BW                             | Riesensteine                                                  | Treppeln, Treppeln; südöstlich des Wirchensees; Flur 4, Flurstück 98 (52° 2′ 38,9″ N, 14° 29′ 21,2″ O)                              | 2 Findlinge aus hellroten, grobkörnigen bis porphyrischen Granit, partienweise pegmatitisch, vermutlich aus Smaland (Südostschweden) |             | 28     |

### Amt Odervorland
| Bild | Bezeichnung                                           | Lage | Beschreibung                       | Schutzzweck | Nummer |
| ---- | ----------------------------------------------------- | --- | ---------------------------------- | ----------- | ------ |
| BW   | Zwei ineinander gewachsene Stämme von Eiche und Buche | Alt Madlitz, Alt Madlitz, Mühlenstraße außerhalb des Ortes; Flur 1, Flurstück 324, Flur 2, Flurstück 196 (52° 22′ 46,5″ N, 14° 18′ 4,6″ O) | 1 Quercus robur, 1 Fagus sylvatica |             | 29     |
| BW   | Quellgebiet Madlitzer Seenrinne                       | Alt Madlitz, Alt Madlitz, zwischen Petersdorfer See und Madlitzer See; Flur 2, Flurstück 302, 303 (52° 22′ 41,4″ N, 14° 18′ 36,2″ O)       | Helokrene                          |             | 30     |

### Rietz-Neuendorf
| Bild                           | Bezeichnung                     | Lage | Beschreibung                       | Schutzzweck | Nummer  |
| ------------------------------ | ------------------------------- | --- | ---------------------------------- | ----------- | ------- |
| Weitere Bilder Fotos hochladen | Friedenseiche auf dem Dorfanger | Ahrensdorf, Ahrensdorf; Flur 1, Flurstück 32 (52° 10′ 29,3″ N, 14° 4′ 34,7″ O)                                                                        | 1 Stieleiche (Quercus robur)       |             | 31      |
| BW                             | Modderbuschquelle               | Drahendorf, Groß Rietz; Waldgebiet zwischen Drahendorf und Kunersdorf, nördlich Sauener Berge, Flur 4, Flurstück 48 (52° 17′ 35,5″ N, 14° 11′ 4,8″ O) | Sickerquelle (Helokrene)           |             | 32      |
| Weitere Bilder Fotos hochladen | Maulbeerbäume in Birkholz       | Birkholz; Flur 3, Flurstück 226, Birkholz (52° 11′ 22,7″ N, 14° 11′ 38,7″ O)                                                                          | 2 Weiße Maulbeerbäume (Morus alba) |             | 33      |
| Fotos hochladen                | Maulbeerbaum 1                  | neben Dorfkirche Birkholz (52° 11′ 22,7″ N, 14° 11′ 39,1″ O)                                                                                          | Weißer Maulbeerbaum (Morus alba)   |             | (zu 33) |
| Fotos hochladen                | Maulbeerbaum 2                  | auf Friedhof Birkholz (52° 11′ 22,5″ N, 14° 11′ 38,3″ O)                                                                                              | Weißer Maulbeerbaum (Morus alba)   |             | (zu 33) |

### Amt Scharmützelsee
| Bild                           | Bezeichnung           | Lage                                                                                                | Beschreibung                  | Schutzzweck | Nummer |
| ------------------------------ | --------------------- | --------------------------------------------------------------------------------------------------- | ----------------------------- | ----------- | ------ |
| Weitere Bilder Fotos hochladen | Findling Paschkeplatz | Bad Saarow, Bad Saarow; Flur 11, Flurstück 22 (52° 17′ 15,2″ N, 14° 3′ 24,5″ O)                     | 1 Findling                    |             | 34     |
| Weitere Bilder Fotos hochladen | Eiche im Theresienhof | Bad Saarow, Bad Saarow; Flur 13, Flurstück 357 (52° 15′ 35,4″ N, 14° 4′ 17,1″ O)                    | 1 Stieleiche (Quercus robur)  |             | 35     |
| Weitere Bilder Fotos hochladen | Linde                 | Diensdorf, Diensdorf-Radlow; Flur 2, Flurstück 393 (52° 14′ 33,7″ N, 14° 3′ 46″ O)                  | 1 Winterlinde (Tilia cordata) |             | 36     |
| BW                             | Eiche am Schulweg     | Radlow, Diensdorf-Radlow; Schulweg 5a, Flur 1, Flurstück 349, 234 (52° 14′ 10,8″ N, 14° 3′ 19,4″ O) | 1 Stieleiche (Quercus robur)  |             | 37     |
| BW                             | Eiche in Streitberg   | Langewahl, Langewahl; Flur 2, Flurstück 419 (52° 20′ 3,4″ N, 14° 9′ 38,9″ O)                        | 1 Stieleiche (Quercus robur)  |             | 38     |
| BW                             | Wurzelrüster          | Wendisch Rietz, Wendisch Rietz; Flur 2, Flurstück 333 (52° 12′ 53,3″ N, 14° 0′ 21,2″ O)             | 1 Flatterulme (Ulmus laevis)  |             | 39     |

### Schöneiche bei Berlin
| Bild                           | Bezeichnung              | Lage | Beschreibung                                    | Schutzzweck | Nummer |
| ------------------------------ | ------------------------ | --- | ----------------------------------------------- | ----------- | ------ |
| BW                             | Eiche Kirschenstrasse    | Schöneiche, Schöneiche; Kirschenstraße 24, Flur 5, Flurstück 141 (52° 28′ 13,8″ N, 13° 41′ 14″ O)                                                             | 1 Stieleiche (Quercus robur)                    |             | 40     |
| Weitere Bilder Fotos hochladen | Eiche Eichenstraße       | Schöneiche, Schöneiche; Flur 5, Flurstück 501 (52° 28′ 7,8″ N, 13° 41′ 31,5″ O)                                                                               | 1 Stieleiche (Quercus robur)                    |             | 41     |
| BW                             | Blutbuche im Schulgarten | Schöneiche, Schöneiche; Flur 1, Flurstück 254 (52° 28′ 48,3″ N, 13° 41′ 44,7″ O)                                                                              | 1 Blutbuche (Fagus sylvatica f. purpurea)       |             | 42     |
| Fotos hochladen                | Platane vor dem Schloss  | Schöneiche, Schöneiche; Flur 1, Flurstück 33, 238 (52° 28′ 49,5″ N, 13° 41′ 48″ O)                                                                            | 1 Ahornblättrige Platane (Platanus x hispanica) |             | 43     |
| Weitere Bilder Fotos hochladen | Kornelkirsche            | Schöneiche, Schöneiche; Flur 1, Flurstück 254 (52° 28′ 49,4″ N, 13° 41′ 46″ O)                                                                                | 1 Kornelkirsche (Cornus mas)                    |             | 44     |
| BW                             | Esche Rahnsdorfer Straße | Schöneiche, Schöneiche; beim Kleinen Spreewald-Park Flur 4, Flurstück 518, 539 und Flur 10, Flurstück 207, 208, 237/2, 273 (52° 28′ 32,3″ N, 13° 41′ 43,2″ O) | 1 Esche (Fraxinus excelsior)                    |             | 45     |

### Amt Schlaubetal
| Bild                           | Bezeichnung                         | Lage | Beschreibung                   | Schutzzweck | Nummer |
| ------------------------------ | ----------------------------------- | --- | ------------------------------ | ----------- | ------ |
| Fotos hochladen                | Kurfürsteneiche                     | Müllrose, Biegenbrück; Flur 17 Flurstücke 51, 151, 153, Flur 23, Flurstücke 27/2, 36, 39 (52° 15′ 50,8″ N, 14° 22′ 6,1″ O) | 1 Stieleiche (Quercus robur)   |             | 46     |
| Weitere Bilder Fotos hochladen | Drei Linden am Forstpark Dammendorf | Dammendorf, Dammendorf; Flur 2, Flurstück 268 (52° 8′ 39,3″ N, 14° 25′ 9,6″ O)                                             | 3 Winterlinden (Tilia cordata) |             | 47     |
| BW                             | Eichen an der Hirschtränke          | Müllrose, Müllrose; Flur 16, Flurstück 54 (52° 14′ 38,4″ N, 14° 21′ 9,1″ O)                                                | 9 Stieleichen (Quercus robur)  |             | 48     |
| Fotos hochladen                | Friedenseiche                       | Müllrose, Kaisermühl; Flur 14, Flurstück 126 (52° 14′ 34,3″ N, 14° 27′ 1,2″ O)                                             | 1 Stieleiche (Quercus robur)   |             | 49     |

### Amt Spreenhagen
| Bild                           | Bezeichnung                                     | Lage                                                                    | Beschreibung                                     | Schutzzweck | Nummer |
| ------------------------------ | ----------------------------------------------- | ----------------------------------------------------------------------- | ------------------------------------------------ | ----------- | ------ |
| BW                             | Kiefern auf den Gosener Bergen                  | Gosen, Gosen; Flur 6, Flurstück 303 (52° 23′ 5,4″ N, 13° 41′ 27,6″ O)   | 1 Gehölzfläche mit Waldkiefer (Pinus sylvestris) |             | 50     |
| Weitere Bilder Fotos hochladen | Markgrafensteine                                | Rauen, Rauen; Flur 4, Flurstück 57, 68 (52° 19′ 10,6″ N, 14° 2′ 6,6″ O) | 2 Findlinge                                      |             | 51     |
| BW                             | Wurzelkiefer auf dem Westteil der Gosener Berge | Gosen, Gosen; Flur 6, Flurstück 303 (52° 23′ 2,6″ N, 13° 41′ 24,4″ O)   | 1 Waldkiefer (Pinus sylvestris)                  |             | 69     |

### Steinhöfel
| Bild | Bezeichnung        | Lage                                                                               | Beschreibung                 | Schutzzweck | Nummer |
| ---- | ------------------ | ---------------------------------------------------------------------------------- | ---------------------------- | ----------- | ------ |
| BW   | Eiche in der Wiese | Demnitz, Demnitz; Flur 4, Flurstück 25 (52° 23′ 23,3″ N, 14° 11′ 48,8″ O)          | 1 Stieleiche (Quercus robur) |             | 52     |
| BW   | Teufelsstein       | Heinersdorf, Heinersdorf; Flur 4, Flurstück 60 (52° 27′ 8,3″ N, 14° 13′ 25,9″ O)   | 1 Findling                   |             | 53     |
| BW   | Waldemareiche      | Heinersdorf, Heinersdorf; Flur 5, Flurstück 321 (52° 27′ 21,8″ N, 14° 12′ 32,1″ O) | 1 Stieleiche (Quercus robur) |             | 54     |

### Storkow
| Bild                           | Bezeichnung                              | Lage | Beschreibung                                                                  | Schutzzweck | Nummer |
| ------------------------------ | ---------------------------------------- | --- | ----------------------------------------------------------------------------- | ----------- | ------ |
| Weitere Bilder Fotos hochladen | Eiche auf einer Anhöhe auf dem Dorfanger | Bugk, Bugk; Flur 1, Flurstück 78 (52° 11′ 39,9″ N, 13° 55′ 6,6″ O) | 1 Stieleiche (Quercus robur)                                                  |             | 55     |
| BW                             | Eiche auf dem Dorfanger                  | Klein Schauen, Klein Schauen; Flur 2, Flurstück 1 (52° 14′ 36″ N, 13° 52′ 2,7″ O) | 1 Stieleiche (Quercus robur)                                                  |             | 56     |
| Weitere Bilder Fotos hochladen | Quellen am Springsee                     | Limsdorf, Limsdorf östlich vom Springsee - Kleine Springseequelle; Flur 8, Flurstück 10/1, 11/1 - Große Springseequelle; Flur 8, Flurstück 4, 12/1, 13/1 (52° 10′ 26,5″ N, 13° 59′ 47,7″ O) | 2 Rheokrene/flächige Helokrene: Kleine Springseequelle, Große Springseequelle |             | 57     |
| Weitere Bilder Fotos hochladen | Eiche gegenüber dem Gasthaus             | Philadelphia, Philadelphia; Flur 2, Flurstück 325, 326, 327, 328 (52° 15′ 16″ N, 13° 53′ 41″ O)                                                                                             | 1 Stieleiche (Quercus robur)                                                  |             | 58     |
| Weitere Bilder Fotos hochladen | Friedenseiche auf dem Dorfanger          | Limsdorf, Limsdorf; Flur 4, Flurstück 118 (52° 9′ 36″ N, 14° 0′ 51,5″ O) | 1 Stieleiche (Quercus robur)                                                  |             | 59     |
| Fotos hochladen                | Eiche auf dem Dorfplatz                  | Schwerin, Schwerin; Flur 2, Flurstück 18 (52° 11′ 32,9″ N, 13° 52′ 38,4″ O) | 1 Stieleiche (Quercus robur)                                                  |             | 60     |
| BW                             | Eiche auf dem Anger                      | Selchow, Selchow; Flur 1, Flurstück 849 (52° 12′ 55,1″ N, 13° 52′ 23,6″ O) | 1 Stieleiche (Quercus robur)                                                  |             | 61     |
| BW                             | Malerkiefer                              | Storkow, Storkow; Flur 22, Flurstück 173, 37 (52° 14′ 34,1″ N, 13° 57′ 8″ O) | 1 Waldkiefer (Pinus sylvestris)                                               |             | 62     |
| Fotos hochladen                | Eiche auf dem Marktplatz                 | Storkow, Storkow; Flur 37, Flurstück 103 (52° 15′ 18,3″ N, 13° 55′ 52,9″ O) | 1 Stieleiche (Quercus robur)                                                  |             | 63     |

### Spreenhagen
| Bild                                    | Bezeichnung | Lage | Beschreibung                 | Schutzzweck | Nummer |
| --------------------------------------- | ----------- | --- | ---------------------------- | ----------- | ------ |
| Direkt Bild zu diesem Denkmal hochladen | Pechkiefer  | Lebbin, Waldstück nördlich des Rieploser Fließ bei Neu Boston westlich des Lebbiner Sees, Flur 2, Flurstück 49 () | 1 Pech-Kiefer (Pinus rigida) |             | 64     |

### Tauche
| Bild                           | Bezeichnung            | Lage | Beschreibung                                   | Schutzzweck | Nummer |
| ------------------------------ | ---------------------- | --- | ---------------------------------------------- | ----------- | ------ |
| Weitere Bilder Fotos hochladen | Wildbirne              | Briescht, Briescht; Flur 1, Flurstück 211 (52° 6′ 9,9″ N, 14° 8′ 13,4″ O)                                   | 1 Wildbirne (Pyrus pyraster)                   |             | 65     |
| Weitere Bilder Fotos hochladen | Eiche an der Spree     | Briescht, Briescht; Flur 3, Flurstück 127, 128, 130 (52° 6′ 24,3″ N, 14° 7′ 1,7″ O)                         | 1 Stieleiche (Quercus robur)                   |             | 66     |
| BW                             | Eichengruppe Rocher    | Briescht, Briescht; nördlich der Ortslage Rocher Flur 4, Flurstück 173, 98 (52° 5′ 25,5″ N, 14° 8′ 13,4″ O) | 1 Gehölzfläche mit Stieleichen (Quercus robur) |             | 67     |
| Weitere Bilder Fotos hochladen | Linde auf dem Friedhof | Lindenberg, Lindenberg; Flur 1, Flurstück 75 (52° 11′ 57,3″ N, 14° 6′ 58,4″ O)                              | 1 Sommerlinde (Tilia platyphyllos)             |             | 68     |

## Ehemalige Naturdenkmäler
Im Jahr 2014 wurde für zahlreiche andere Objekte im Landkreis die Verordnung des Schutzes als Naturdenkmal aufgehoben.